# Takarada Monami
Takarada Monami (宝田 もなみ (Bằo-Điền Manh-Nại-Mĩ) 9 tháng 10 năm 1992 –) là một nữ diễn viên khiêu dâm người Nhật Bản. Cô thuộc về công ti B-Dash Promotion. Cô cũng hoạt động với tư cách là nghệ sĩ đương đại dưới tên Mona-pain (桃永ぱいん).

## Sự nghiệp
Ước mơ của cô khi nhỏ là trở thành nhân viên Liên Hợp Quốc. Tuy cô đã thi rớt trường dự bị, vào năm ba trung học, tranh sơn dầu của cô được khen ngợi bởi một giáo viên mĩ thuật và một giáo viên thường khác, nên cô đã đặt mục tiêu vào trường Cao đẳng Mĩ thuật. Sau khi thi trượt bài đầu vào hai lần, cô đã vào một trường Cao đẳng Mĩ thuật. Vào năm thứ ba, cô chuyển sang một trường Cao đẳng Mĩ thuật khác ở Tokyo.
Tháng 3/2018, cô ra mắt ngành phim khiêu dâm với tư cách là nữ diễn viên độc quyền của OPPAI. Trong phim ra mắt của cô, cô được nói là một "giáo viên đang hoạt động ra mắt ngành", nhưng sau đó cô đã tiết lộ rằng đó chỉ là bối cảnh của phim. Tuy nhiên, cô có một bằng sư phạm (nghệ thuật) dành cho giáo viên cấp hai và cấp ba, và cô từng có kinh nghiệm giảng dạy.
Tác phẩm tốt nghiệp cao đẳng của cô là "Tranh ảnh và sách trên túp lều tự làm dành cho tác phẩm tốt nghiệp", trong đó cô dùng cả một bức tường làm bề mặt vẽ.
1/3/2019, cô được đề cử cho giải Nữ diễn viên mới xuất sắc nhất tại  Giải thưởng dành cho phim người lớn FANZA 2019.
Từ tháng 9 cùng năm, song song với các hoạt động nữ diễn viên khiêu dâm, cô bắt đầu hoạt động trong ngành nghệ thuật huyền bí dưới tên Mona-pain (桃永ぱいん).
Tháng 5/2020, phim khiêu dâm của cô "Khởi đầu cho ngôi sao kích dục bằng ngực: Takarada Monami chưa từng kích dục bằng ngực như thế này!" (パイズリスター誕生 宝田もなみのこんなパイズリ見たことない!)』(Cinema Unit Gas) trở thành một chủ đề được bàn tán trên các trang đặt mua video.
3/12/2022, nhóm thần tượng "munk" được thành lập với thành viên là 4 nữ diễn viên thuộc B-Dash Misono Waka, Kashiwagi Konatsu, Takarada Monami, Uruki Sarara, và một buổi diễn ra mắt trực tiếp đã được tổ chức. Nhóm chủ yếu hát các bài nguyên tác như "Welcome mumk World" và "Process của tôi" (私のプロセス).
22/5/2023, phim của cô "BAZOOKA khuyến mãi lớn phim hay với ngực lớn và gay cấn nhất bản giới hạn không cắt của mùa đông dành cho người hâm mộ dài 2749 phút" (BAZOOKA 冬の大感謝セール コスパ最強ノーカットベスト爆乳限定2749分) (BAZOOKA) đã xếp thứ nhất trên bảng xếp hạng sàn video FANZA hàng tuần.
Vào ngày 25/10, cô biểu hiễn cùng nhóm munk tại sự kiện "Gakuensai vol.27" tổ chức tại LIVE INN ROSA Ikebukuro, Tokyo.

## Đời tư
Vì quầng vú của cô bị sưng, nên cô được nói là có "quầng vú phồng to". Việc này phổ biến hơn đối với các khán giả nước ngoài.
Cô tin rằng nghệ thuật đương đại là một giáo lí triết học, và chủ đề cơ bản trong các tác phẩm của cô là "đâm vào quyền lực và những điều cấm kỵ bằng sức mạnh của sự gợi cảm".
Khi cô học cấp hai, chiều cao của cô tăng lên 20 cm, và khi lên cấp ba chiều cao không tăng nhưng cỡ ngực của cô trở nên lớn hơn.
Cô không biết đến ngành phim khiêu dâm cho đến khi làm nữ diễn viên khiêu dâm, và tham gia ngành với một suy nghĩ khá trong sáng. Một thành phần quan trọng trong lí do cô vào ngành là khả năng bị bệnh thấp trong ngành tình dục, và cô đã bối rối vì không thể nói lên câu trả lời khán giả mong muốn khi được hỏi về lí do vào ngành. Cô chưa từng xuất tinh trước khi trở thành nữ diễn viên khiêu dâm, nhưng từ khi vào ngành, cô có thể làm việc đó, và nói rằng điều đó là một trong những thay đổi lớn của cô. Ngoài ra, cô đã hỏi ý kiến các giảng viên ở trường Cao đẳng Mĩ thuật trước khi vào ngành phim khiêu dâm, và cô nhận được các câu trả lời động viên và sự chấp nhận một cách hào phóng.
Khi còn là sinh viên Cao đẳng Mĩ thuật, cô đến thư viện hàng ngày và thường đọc sách "Phong cách sống tự sát" của nhà triết học Suhara Kazuhide và tuyển tập viết luận "Gakusei-shokun".